# Valhalla (cratère)
Pour les articles homonymes, voir Valhalla (homonymie).

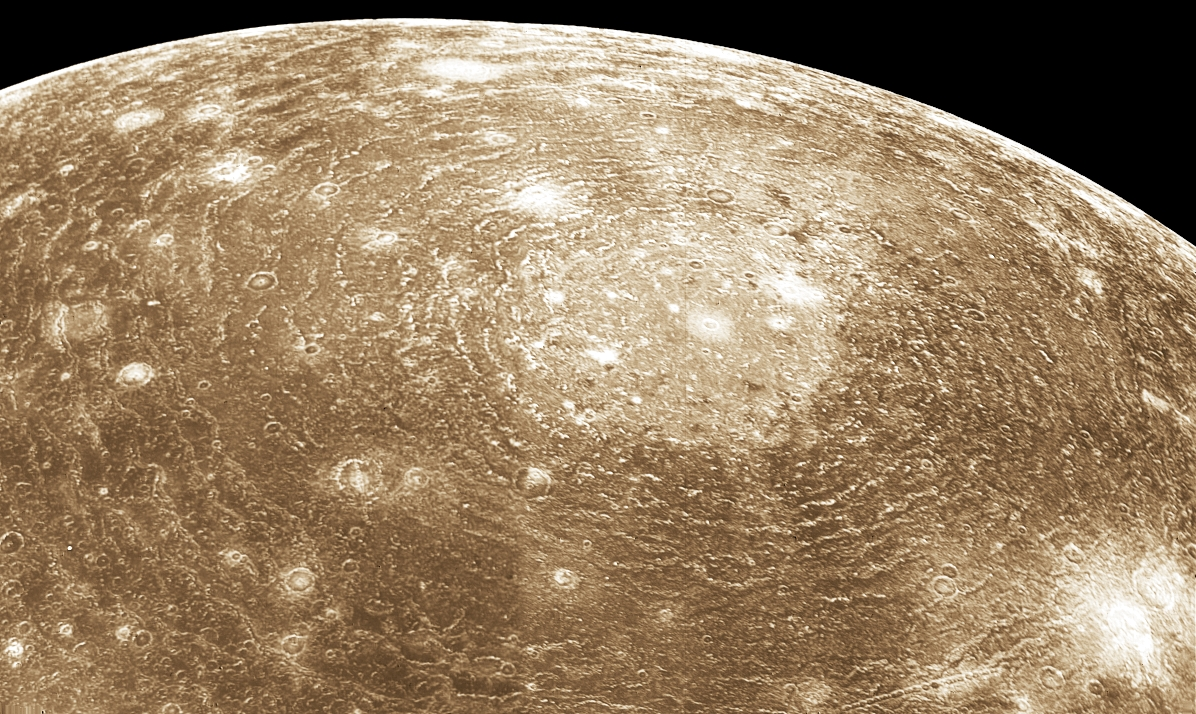
La structure multi-annulaire Valhalla sur Callisto.

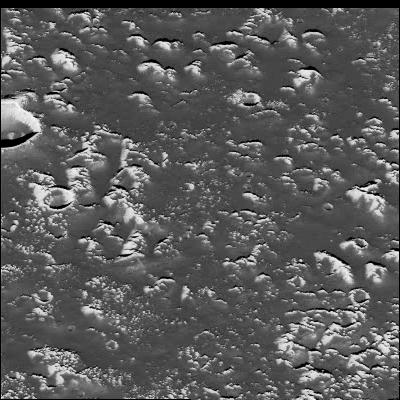
La partie centrale de Valhalla. Des taches brillantes entourées de plaines lisses sombres sont visibles.

Valhalla est le cratère d'impact multi-annulaire le plus grand du système solaire, il se situe sur Callisto. Son nom vient de Valhalla, le lieu où vit Odin le dieu des guerriers dans la mythologie nordique. Valhalla est constitué d'une région centrale brillante de 360 km de diamètre et d'une région extérieure constituée d'une succession de vallées et de collines formant des anneaux concentriques qui s'étend jusqu'à environ 1 900 km du centre. Plusieurs grands cratères d'impact et des catenae se superposent à Valhalla. Le système multi-annulaire de Valhalla résulte de l'impact originel et il a pu se former lorsque les matériaux liquides ou semi-liquides des couches lithosphériques ont été percutés par l'impacteur, en s'effondrant à partir du centre du cratère suivant l'impact. On ne connait pas la date de formation de la structure de Valhalla, toutefois, c'est la plus récente des structures de ce type sur les 5 répertoriées sur Callisto. Les estimations de son âge varient de 2 à 4 milliards d'années.